# مركب نقلي

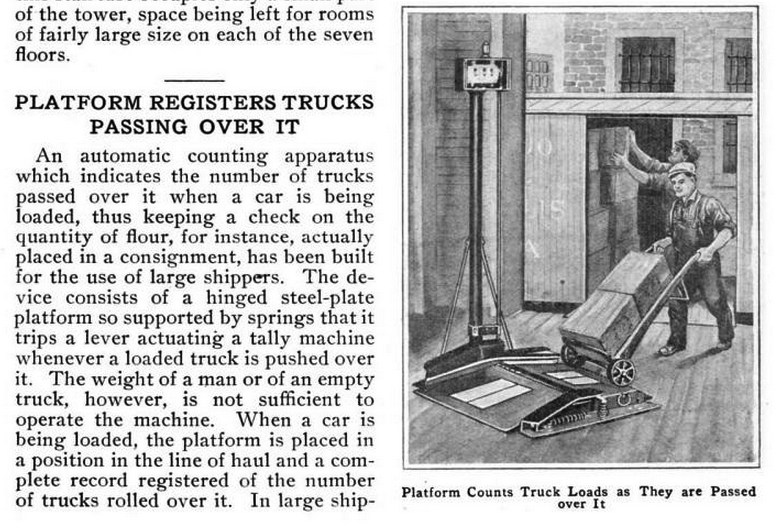

المركب النقلي هو ما ركب من جزئين أحدهما منقول والآخر دال على المنقول عنه. بعبارة أخرى هو اسم جديد وضع للدلالة على شيء قديم صار اسمه يطلق على شيء آخر.